# Šepseskaf
Šepseskaf je bio faraon starog Egipta, 6. faraon 4. dinastije. Naslijedio je svog oca Menkauru. Ime mu znači "njegova duša je plemenita". On nije bio najstariji sin svoga oca, nego je to bio krunski princ Kuenra, koji je umro prije svog oca. Šepseskafova je majka možda bila Reketra.

## Vladavina
Šepseskaf - unuk Kafre i praunuk Kufua, koji su gradili piramide u Gizi - bio je vrlo vjerojatno zadnji faraon 4. dinastije, osim ako ga nije naslijedio Tamftis. Prema popisu kraljeva službenika Netri-nesut-pua, Šepseskafa je naslijedio Userkaf. Vrlo je vjerojatno da je Tamftis izmišljen. Maneton daje Šepseskafu vladavinu od sedam godina te spominje Tamftisa koji je vladao nakon Šepseskafa. Turinski popis kraljeva navodi da je Šepseskaf vladao 4 godine, a njegov neimenovani nasljednik - očito Tamftis - dvije godine. 
Ne zna se skoro ništa o samom Šepseskafovu životu. Njegova je majka nepoznata. Žena mu je mogla biti Bunefer; vrlo je vjerojatno da je bila udana za njega. Opisana je kao "kraljeva žena", "kraljeva kćer od njegova tijela" (Šepseskafova sestra) te se zna da je bila svećenica. Prema Wolfgangu Helcku, Bunefer je bila Šepseskafova kćer. U njezinoj je grobnici prikazan njezin sin, koji nije bio kralj već sudac (prema tome, to nije Tamftis, ako je on postojao). Moguće je da su Bunefer i Šepseskaf imali sina, ali on nije postao kralj. Za ženu zvanu Kamaat pretpostavlja se da je bila Šepseskafova kćer.
Šepseskaf je pokopan u mastabi u Sakari zvanoj "Mastabet el-Fara'un", dok su njegovi preci gradili goleme piramide.